# Hans Martin Corrinth
Hans Martin Corrinth (* 3. November 1941 in Schwelm; † 2. Dezember 2022) war ein deutscher Kirchenmusiker, Komponist und Hochschullehrer.

## Leben
Corrinth studierte von 1961 bis 1965 evangelische Kirchenmusik in Herford und Detmold. Nach dem A-Examen ergänzte er seine Ausbildung durch ein Kompositionsstudium bei Giselher Klebe sowie ein Orgelstudium bei Anton Heiller und ein Dirigierstudium bei Hans Swarowsky in Wien. Erste Tätigkeitsfelder fand er in Hamburg-Bramfeld und an der Reformationskirche in Köln-Bayenthal. Von 1976 bis 2006 war er Kantor und Organist an der evang. Stadtkirche Durlach. Von 1980 bis 2010 lehrte er Orgelimprovisation an der Staatlichen Hochschule für Musik und Darstellende Kunst in Stuttgart. 1994 erfolgte die Ernennung zum Professor.
Schüler war bei ihm unter anderem Samuel Kummer.
2001 wurde ihm der Titel Kirchenmusikdirektor verliehen.

## Wettbewerbe
- 2. Preis beim Orgelimprovisationswettbewerb Graz/Seckau 1966
- Einladung zum Improvisationswettbewerb in Haarlem 1967 und 1975
- 1. Preis beim Improvisationswettbewerb der Internationalen Orgelwoche Nürnberg 1978

## Tondokumente
- Orgelimprovisationen Vol. 3 Passion (Walcker-Orgel in St. Georg zu Ulm)
- Orgel-Improvisationen zu Advents- und Weihnachtsliedern (Stumm-Goll-Orgel in der evang. Stadtkirche Durlach)
- Festliche Orgelmusik aus der Stadtkirche Durlach